# تشارلز همفري
تشارلز همفري (بالإنجليزية: Charles Humphrey)‏ هو قاضي ومحامي وسياسي أمريكي، ولد في 14 فبراير 1792، وتوفي في 17 أبريل 1850. انتخب عضو مجلس النواب الأمريكي.